# Željko Vidaković
Željko Vidaković (Velika Pisanica kraj Bjelovara, 21. kolovoza 1954. – Bjelovar, 19. travnja 2025.) bio je hrvatski rukometaš.
Rukomet je počeo igrati u rukometnom klubu Partizan Bjelovar 1964. Nastupio je za reprezentaciju Jugoslavije 71 put i postigao 90 pogodaka. Prvi nastup imao je 1974. Igrao je i za studentsku i mladu reprezentaciju. Sudjelovao je na Svjetskom prvenstvu 1978. u Danskoj, na Mediteranskim igrama u Splitu 1979., na studentskim prvenstvima svijeta 1975. i 1977. te na Prvenstvu Balkana 1979. u Varaždinu.